# Battaglia di Cătlăbuga
La battaglia di Cătlăbuga venne combattuta il 16 novembre 1485 tra il voivoda (principe) di Moldavia Ștefan III cel Mare e le forze dell'Impero ottomano sulle rive del lago Cătlăbuga (Ucraina). Lo scontro si concluse con la netta vittoria delle truppe moldave.